# Australische vlagstaartijsvogel
De Australische vlagstaartijsvogel (Tanysiptera sylvia) is een vogel uit de familie Alcedinidae (ijsvogels).

## Verspreiding en leefgebied
Deze soort komt voor in Nieuw-Guinea en noordoostelijk Australië en telt twee ondersoorten:
- T. s. salvadoriana: zuidoostelijk Nieuw-Guinea.
- T. s. sylvia: noordelijk Queensland (noordoostelijk Australië).